# Etòlia

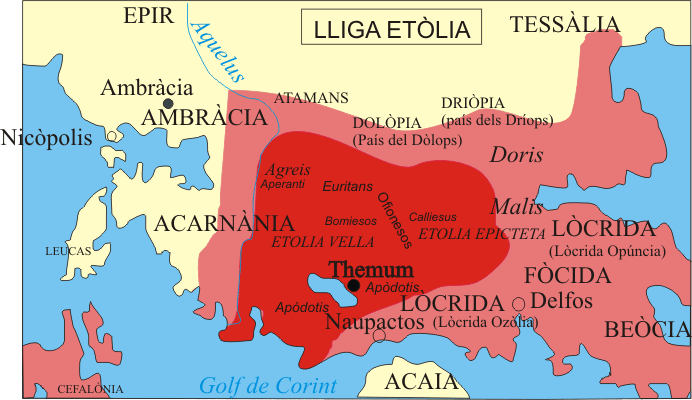
Mapa d'Etòlia

Etòlia (grec antic: Αἰτωλία, Aetolia) era un territori de l'antiga Grècia.

## Geografia
Els seus límits van anar variant amb el temps. En època d'Estrabó estava delimitada a l'oest per Acarnània, separada pel riu Aqueloos; al nord, les muntanyes habitades, pels atamans, els dòlops i els dríops; al nord-est, limitava amb la Dòrida i amb la Mèlida; al sud-est, amb el la Lòcrida; i al sud amb el golf de Corint. Estava dividida en dos districtes: Etòlia Vella (ἡ ἀρχαία Αἰτωλία) i Etòlia Epicteta (ἡ ἐπίκτητος), o Etòlia adquirida. El primer districte s'estenia al llarg de la costa, i el segon a la part muntanyosa del nord. No se sap quan es va establir aquesta divisió. Sembla que els primitius etolis vivien a la zona de la costa i que el terme epicteta segurament es referia a l'aplicació del mateix nom d'Etòlia a la resta del país. Els etolis d'aquesta nova regió no van ser mai sotmesos.
La part costera, entre els rius Aqueloos i Evenos era una plana fèrtil anomenada Paraqueloítida (Παραχελωῖτις), que al nord estava limitada per una serralada i uns llacs, i amb una altra plana davant de la ciutat d'Estratos. Aquestes eren les dues úniques planes d'Etòlia. La resta del país era muntanyosa i boscosa, creuada per barrancs. Aquestes muntanyes són una continuació de les muntanyes de Pindos, i no les travessava cap camí.
A les dues grans planes d'Etòlia es conreava el blat i les vessants de les muntanyes produïen bon vi i oli. A les planes també hi havia bones pastures pels cavalls, que competien en fama amb els de Tessàlia. Les muntanyes estaven poblades per bèsties salvatges, senglars, cérvols i fins i tot lleons, segons Heròdot.

## Història
Es diu que els primitius habitants van ser els curets que havien vingut, segons la tradició, d'Eubea. Habitaven la part de les planúries, i el país s'anomenava llavors Curètia. Al seu darrere van arribar els lèleges i els hiants, aquestos darrers vinguts de Beòcia. Probablement els tres pobles eren pelasgs.
Els hel·lens s'hi van establir dirigits per Etol fill de Endimió, i venien de l'Èlida i el Peloponnès. Van sotmetre als curets potser al segle xiii aC, sis generacions abans de la Guerra de Troia. Etol va fundar la ciutat de Calidó que va convertir en capital, mentre els curets van seguir habitant la seva ciutat principal, Pleuró, d'on feien la guerra a Calidó. Més tard van ser expulsats de Pleuró i molts d'ells van marxar cap a Acarnània. Després de la Guerra de Troia (uns seixanta anys) els eolis expulsats de Tessàlia es van establir a Etòlia i es van establir a Pleuró i Calidó i van anomenar la regió Eòlia. Després d'un altra generació es va produir la invasió del Peloponnès pels doris dirigits per la nissaga d'Hèracles. Un cap dels etolis, Òxil, va prendre part en aquesta invasió, i en recompensa va rebre la ciutat d'Elis.
Etòlia era cèlebre a la mitologia grega, on es parla de les lluites dels curets amb Eneu, rei de Calidó. La cacera del Senglar de Calidó li va portar fama i també les gestes de Tideu i Melèagre i els altres herois de Calidó i Pleuró. Cap al segle xii aC governava el país l'heroi Toant que va participar en la Guerra de Troia, on hi va anar amb quaranta naus des de les ciutats de Pleuró, Òlenos, Pilene, Calcis, i Calidó.
No se sap res més d'Etòlia i els etolis fins al temps de la guerra del Peloponès, quan malgrat la seva fama en època heròica, formaven un poble poc civilitzat als que Tucídides esmenta junt amb els seus veïns els locris ozolis i els acarnanis. Estaven dividits en tres tribus: els apòdotis (Ἀπόδοτοι) (a la frontera amb Lòcrida), el ofionesos (Ὀφιονεῖς) (al nord, i dividits en bomiesos (Βωμιῆς) i calliesos (Καλλιῆς), aquestos a les fonts de l'Evenos amb seu a Callium) i els euritans (Εὐρυτᾶνες) (els més nombrosos, encara més al nord i amb seu a Ecàlia, on es diu que hi havia un oracle d'Odiseu) i cadascuna subdividida en diversos clans o ciutats. Les tribus eren independents entre si però s'unien en cas de perill. Al nord-oest d'Etòlia vivien també els agrei, a la frontera amb Ambràcia, que tenien un rei propi però més tard es van unir a Etòlia. Els aperanti, que vivien també al nord-oest eren una tribu dels agrei. Tots ells habitaven en poblats fortificats, eren bons guerrers i eficaços amb la javelina, cosa que alaba Eurípides.
Etòlia, que era neutral als inicis de la Guerra del Peloponès, entre Esparta i Atenes, va ser envaïda al sisè any de la guerra pels atenesos, el 455 aC, i els etolis llavors es van posar al costat dels lacedemonis. Els messenis, que havien estat establerts per aquest temps a Naupacte pels atenencs, van patir els saquejos dels etolis i van convèncer el general atenenc Demòstenes d'atacar l'interior d'Etòlia. Demòstenes va sortir de Naupactos amb una força considerable però ja a l'interior del país va ser derrotat a Egícion, on els etolis baixant de les muntanyes van atacar en massa i el terreny va impedir que els hoplites poguessin maniobrar. Els etolis llavors, aliats als espartans d'Euríloc, van atacar Naupactos que Demòstenes va poder defensar amb ajut dels acarnanis. Després d'això els etolis no van participar més en la guerra si bé alguns mercenaris va combatre pels atenencs a Sicília. Des d'aquest moment fins a la conquesta del país per part dels macedonis pràcticament no es menciona Etòlia, però sembla que van ser freqüents les lluites amb els acarnanis.
Se sap que el rei Filip II de Macedònia els va cedir Naupactos i sembla que d'aquesta època data la constitució de la Lliga Etòlia. Després de la mort d'Alexandre el gran els etolis es van incorporar a la confederació grega a la guerra de Làmia, una lluita que es va acabar després de la derrota confederada a Crannon l'any 322 aC. Antípatre i Cràter que havien fet la pau amb Atenes, van envair Etòlia però els etolis es van retirar a les muntanyes de difícil accés i els invasors es van haver de retirar, perquè els soldats feien falta per combatre a Perdicas d'Orèstia. En les guerres que es van anar succeint entre els diàdocs, els hereus d'Alexandre, els contingents etolis van ser molt disputats pels pretendents al tron, donada la seva bel·licositat i habilitat amb les armes.
L'any 279 aC els etolis van participar en l'expulsió dels gàlates de Grècia (vegeu Galàcia). Van adquirir fama de valents al aconseguir una victòria sobre 40.000 gàlates que havien assaltat Càl·lion i havien comès moltes atrocitats amb els seus habitants. Els etolis van participar també en la defensa de Delfos quan la van atacar els gàlates, i van perseguir l'enemic en la seva retirada. Per commemorar les seves victòries sobre els gàlates van dedicar al temple de Delfos una estàtua d'una dona armada que representava Etòlia, i les estàtues dels generals que havien participat en aquella guerra, diu Pausànias.
A partir d'aquell moment, els etolis van ser una de les tres grans potències de Grècia, juntament amb els macedonis i els aqueus. Com els aqueus, els etolis estaven agrupats en una lliga. La lliga etòlia apareix constituïda en un moment incert, com una confederació. L'organització era democràtica, com les constitucions de les ciutats etòlies. La dirigia un gran consell nacional, Panaitolikà segons Titus Livi, on podia votar probablement tot ciutadà major de 30 anys. Cada tardor es trobaven a Terme per elegir magistrats, legislar i altres qüestions, com decidir sobre la guerra i la pau amb les nacions estrangeres. Hi havia un altre organisme anomenat Apokletoi (Ἀπόκλητοι) que era un cos deliberatiu i una mena de comitè permanent. El cap de la lliga s'anomenava Σ̔τρατηγός, és a dir estrateg, i el seu càrrec durava un any, presidia les assemblees i tenia el comandament de l'exèrcit. Els oficials que seguien eren l'hiparc (Ἵππαρχος), és a dir el comandant de la cavalleria, i el cap secretari (Γραμματεύς), també amb el càrrec anyal.
Després de l'expulsió dels gàlates de Grècia, a la meitat del segle iii aC es va estendre cap als territoris veïns. Comandats per Agetes van ocupar la part occidental d'Acarnània, el sud de l'Epir i de Tessàlia, i Lòcrida, Fòcida i Beòcia i van assolir el control de l'oracle de Delfos i de l'assemblea Amfictiònica, diuen Polibi i Plutarc. Fins i tot van dominar algunes ciutats del Peloponnès central, l'illa Cefalònia, i alguna ciutat de Tràcia i de l'Àsia Menor (com Lisimaquea a l'Hel·lespont, i Cios a la Propòntida, probablement ciutats que van demanar la protecció etòlia contra els atacs de naus privades etòlies dedicades a la pirateria.
El límit del seu poder va arribar cap a l'any 220 aC quant per la invasió de Messènia es va iniciar una guerra contra la Lliga Aquea (anomenada Guerra social), que va tenir el suport de Filip V de Macedònia. Els etolis van ser derrotats el 218 aC en un atac al cor del seu país on Filip va sorprendre la seva capital, Terme. Els macedonis es van apoderar del tresor etoli que estava depositat en aquella ciutat. Filip V, abans d'abandonar el lloc, va incendiar tots els temples i els llocs sagrats, com a represàlia dels atacs contra Díon i Dodona realitzats pels etolis. El 217 aC es va fer la pau però el 211 aC la guerra entre Etòlia i Macedònia va tornar a esclatar, perquè Etòlia s'havia aliat als romans.
Però els romans, ocupats amb Hanníbal, no van poder ajudar els seus aliats i Filip va ocupar altra vegada Terme i els etolis es van desanimar tant que van demanar i signar la pau el 205 aC. Macedònia i Roma van fer també les paus però les hostilitats es van reiniciar l'any 200 aC. Els etolis van proclamar la neutralitat però finalment al veure les victòries del cònsol Publi Sulpici Galba Màxim van passar al camp romà i van declarar la guerra a Filip i van combatre a la batalla de Cinoscèfales l'any 197 aC on la seva cavalleria va ser decisiva. Però les coses no van anar com els etolis esperaven dels seus aliats i quan Tit Quinti Flaminí es va retirar a Itàlia, els etolis van invitar al selèucida Antíoc III a envair Grècia i van declarar la guerra a Roma l'any 192 aC en l'anomenada Guerra Romano-Síria. Antíoc va ser derrotat en la Batalla de les Termòpiles l'any 191 aC i va retornar a Àsia i els etolis van quedar sols exposats a la venjança dels romans. Van obtenir una treva de Roma que es va trencar aviat quan van arribar rumors de victòries d'Antíoc a Àsia. El cònsol romà Marc Fulvi Nobílior va entrar a Grècia i va assetjar Ambràcia l'any 189 aC, ciutat que pertanyia a la Lliga Etòlia. Llavors es va conèixer la desfeta total d'Antíoc a la batalla de Magnèsia i els etolis van demanar la pau a qualsevol preu. Els romans la van concedir, però en uns termes que els van privar per sempre de la seva independència i els van convertir en vassalls de Roma.
Després de la derrota de Perseu de Macedònia el 167 aC, els pro-romans d'Etòlia, ajudats per forces romanes, van massacrar a mig miler dels principals patriotes enemics de Roma, i els sobrevivents sospitosos van ser portats a Itàlia com a presoners. En aquest moment la Lliga va ser formalment dissolta i Etòlia va passar finalment a formar part de la província d'Acaia.
Part dels seus habitants van ser traslladats per Octavi August a Nicòpolis, ciutat que havia fundat per commemorar la victòria d'Àccium l'any 31 aC. La dominació romana no va suposar una gran millora per l'Etòlia interior, sense camins i aïllada; l'única via del país era la que anava de la costa d'Acarnània, creuava el riu Aqueloos, passava per Pleuró i Calidó, fins a Calcis i Molícreia, a la costa etòlia.

## Ciutats d'Etòlia[2]

### Ciutats de la vella Etòlia
- A la plana baixa, entre la mar i les muntanyes Aracintos:
- Calidó
- Pleuró
- Òlenos
- Pilene
- Calcis
- Halicirna (Άλίκυρνα)
- Eleos
- Fana o (Peanion)
- Pròsquion
- Itòria
- Conope (després Arsínoe)
- Lisimaquea

- A la plana alta, al nord de l'Aracintos:
- Acre
- Metapa
- Pàmfia
- Fitèon
- Tricònion
- Tèstia
- Terme (capital)

### Ciutats de l'Etòlia Epicteta
- A la costa
- Macínia
- Molícreia

- A l'interior, a la frontera amb Lòcrida:
- Potidània (Ποτιδανία), a la frontera amb la Lòcrida Ozòlia i a un dia de marxa des d'Eneó[3]
- Egícion
- Crocileion (Κροκύλειον), a la frontera amb la Lòcrida Ozòlia.[4]
- Teiquion (Τείχιον), a la frontera amb la Lòcrida Ozòlia i a un dia de marxa de Crocileion.[5]

- Mes a l'interior:
- Càl·lion
- Ecàlia (encara que també podria ser a Tessàlia, a Messènia o a l'illa d'Eubea.
- Aperàntia
- Agrinion
- Èfira (Ἐφύρη), una ciutat dels agrei de situació desconeguda. En parla Estrabó.[6]

La localització de la ciutat etòlia d'El·lòpion (Ἐλλόπιον), citada per Esteve de Bizanci, és desconeguda.

### Muntanyes
- Timfrestos (Τυμφρηστός), a la frontera nord, un contrafort de les muntanyes de Pindos. La serralada pertanyia als dríops.[8]
- Bomi (Βωμοί) a la frontera nord-est, la part més occidental del Mont Eta, habitada pels bomis, on hi havia les fonts de l'Evenos.[9]
- Corax (Κόραξ), també a la frontera nord-est, era una continuació del mont Eta, i segons Estrabó, la muntanya més alta d'Etòlia. Titus Livi diu que era una muntanya molt alta situada entre Càl·lion i Naupacte.[10][11]
- Tafiassos (Ταφιασσός), la continuació de Corax cap al sud que arribava fins al golf de Corint, on acabava en una elevació propera a la ciutat de Macínia. Es deia que en aquestes muntanyes hi van enterrar Nessos i altres centaures, i per això les aigües que hi baixaven eren pudentes.[12][13]
- Calcis o Càlcia (Χάλκις ἢ Χαλκία), que també arribava fins al golf de Corint.[14]
- Aracintos (Ἀράκυνθος), una serralada que discorre en direcció sud-est, i separa la plana propera al mar de les zones interiors.[10]
- Panetolion, una muntanya al nord-est de Terme, la ciutat on els etolis celebraven les reunions de la Lliga.[15]
- Mienos (τὸ ὄρος Μύηνον), vora el riu Evenos.[16]
- Macinium, que només menciona Plini el Vell i devia estar situada vora la ciutat de Macínia, a la costa.[15]
- Cúrion (Κούριον), entre Pleuró i el llac Triconis. És una branca de l'Aracintos. Es deia que els curets derivaven el seu nom d'aquesta muntanya.[9]

### Rius
- Aqueloos
- Evenos

Els dos rius, al seu tram final, discorrien gairebé paral·lels. L'Aqueloos tenia dos afluents, el Campilos i el Ciatos.

### Llacs
La plana més alta d'Etòlia, al nord del mont Aracintos, tenia dos grans llacs que es comunicaven entre ells.
- Triconis (Τριχωνίς), a l'est, i el més gran, segons Polibi.[17]
- Híria, Hyrie, diu Ovidi,[18] Hidra (Ὕδρα), diu Estrabó. Després es va anomenar Lisimaquea, per la ciutat de Lisimaquea que tenia a la vora.[19]

A la plana baixa hi havia diversos llacs, els que Estrabó en menciona tres:
- Cínia (Κυνία), que tenia 60 estadis de llarg i 30 d'ample i es comunicava amb el mar.
- Úria (Οὐρία), molt més petit que l'anterior i a mig estadi del mar.
- Onzis (Ὀνθίς) un gran llac vora la ciutat de Calidó, que segons Estrabó era "abundant en peixos" (εὔοψος).

Aquests llacs són difícils d'identificar, ja que la costa ha sofert molts canvis.